# 塞爾維亞和黑山國家足球隊
塞尔维亚和黑山國家足球隊由塞黑足球協會管理。他的前身是南斯拉夫国家足球队，但是在1992年随着克罗地亚、波斯尼亚黑塞哥维那、斯洛文尼亚、马其顿等国家的纷纷独立，球队虽然继续使用“南斯拉夫”的名称，但成员只剩下塞尔维亚籍和黑山籍的球员。
雖然南斯拉夫聯盟共和國於1992年4月28日成立，但是由於國際體壇因南斯拉夫內戰而杯葛南斯拉夫的關係，他們直至1994年12月23日被巴西擊敗之前，都未曾參與國際賽事。他們曾十次打進世界盃，他們也曾進入2000年的歐洲國家盃。在2003年，南斯拉夫正式改名為塞爾維亞和黑山，足球隊也同時改用現在的名字。
由於黑山已經宣佈獨立，塞黑國家足球隊在2006年世界盃之後改名為塞爾維亞國家足球隊，而黑山則將自行組成新的黑山國家足球隊。8月16日塞爾維亞首次以獨立國家的身份參加國際比賽，於布拉格作客迎戰捷克。塞尔维亚和黑山国家足球队从此不复存在。

## 世界盃成績
- 1994年 - 禁止參加
- 1998年 - 十六強
- 2002年 - 外圍賽
- 2006年 - 首圈

## 歐洲國家盃成績
- 1996年 - 禁止參加
- 2000年 - 半準決賽
- 2004年 - 外圍賽

## 著名球員
- 弗拉迪米尔·尤戈维奇
- 德扬·萨维切维奇
- 德拉甘·斯托伊科维奇
- 斯拉维沙·约卡诺维奇
- 米赫洛域
- 萨沃·米洛舍维奇
- 普雷德拉格·米亚托维奇
- 马特亚·凯日曼
- 德扬·斯坦科维奇

## 外部連結
- S&M football history at RSSSF （页面存档备份，存于）
- S&M player stats at RSSSF